# Eupithecia draudti
Eupithecia draudti là một loài bướm đêm trong họ Geometridae.